# 陸元方
陸 元方（りく げんほう、639年 - 701年）は、唐代の官僚・政治家。字は希仲。本貫は蘇州呉県。

## 経歴
南朝陳の給事中・黄門侍郎の陸琛の曽孫にあたる。明経に挙げられ、さらに八科挙に応じて全て及第し、監察御史に累進した。武周のとき、元方は嶺南に使者として赴き、海を渡った。洛陽に帰ると、殿中侍御史に任じられた。その月のうちに鳳閣舎人に抜擢され、判侍郎事をつとめた。まもなく来俊臣に陥れられたが、武則天の手勅により特赦された。
長寿2年（693年）、鸞台侍郎・同鳳閣鸞台平章事（宰相）に昇った。延載元年（694年）、さらに鳳閣侍郎の任を加えられた。証聖元年（695年）、内史の李昭徳が左遷されると、元方は李昭徳の罪に連座して、綏州刺史に左遷された。ほどなく春官侍郎として復帰し、さらに天官侍郎・文昌左丞（尚書左丞）に転じた。聖暦2年（699年）、再び鸞台侍郎・同鳳閣鸞台平章事となった。聖暦3年（700年）、宰相を退任し、司礼寺卿となった。太子右庶子に任じられた。ほどなく文昌左丞に転じた。大足元年（701年）2月7日、死去した。享年は63。越州都督の位を追贈された。開元18年（730年）、さらに揚州大都督を贈られた。

## 子女
- 陸象先
- 陸景倩（監察御史）[4]
- 陸景融（工部尚書・東京留守）[4]
- 陸景献（殿中侍御史・屯田員外郎）[5]
- 陸景裔（河南県令・庫部郎中）[5]

## 伝記資料
- 『旧唐書』巻88 列伝第38
- 『新唐書』巻116 列伝第41
- 文昌左丞陸公墓誌（陸元方墓誌）